# Família Doria
Doria é um apelido de família de origem italiana comum a famílias do nordeste brasileiro (Bahia, Sergipe e Alagoas, principalmente), Sudeste (São Paulo, sobretudo) e do Sul (Paraná, sobretudo),e também no Centro-Oeste (Brasília). Existe, igualmente, um ramo da família Doria na Região Autónoma da Madeira, que se estabeleceu naquele arquipélago em meados do século XV. Variantes do nome são Dória, Dorea, Dórea ou Doreia.

## Origens na Europa

Doria de Gênova

A família Doria mais conhecida atesta-se em Gênova em 1110, quando Martino e Genuardo, ditos de filiis Auriae (dos filhos de Áuria) se documentam como testemunhas num negócio entre eclesiásticos. A origem da família é semilendária: conta-se que certo cavaleiro de nome Arduino, em peregrinação a Jerusalém, adoece ao passar por Gênova, e é tratado por uma moça nobre de nome Áuria della Volta. Recupera-se, casa-se com Áuria e tem filhos que tomam o nome da mãe: filhos de Áuria, ou d'Auria, donde d'Oria e Doria. Na realidade, esta é uma família de raízes feudais, já poderosa em fins do século XI, e possivelmente com raízes nos marqueses Arduinici, condes da terra de Auriate.
Os Dorias têm feudos na Sardenha desde começos do século XII, além dos senhorios de Dolceacqua e de Oneglia, próximos a Gênova. Em Gênova exercem grande poder político até meados do século XIV, quando os nobres são excluídos do governo da cidade. Membros que se destacam são Oberto Doria, cônsul de Gênova e vencedor da Batalha de Meloria contra Pisa, em 1284; seu irmão Lamba Doria, que por sua vez derrotou os venezianos em Curzola em 1296; Branca Doria, senhor de Logudoro na Sardenha, colocado por Dante no inferno porque teria assassinado o sogro; e Andrea Doria (1466-1560), príncipe de Melfi, almirante a serviço de Francisco I da França, e depois, do imperador Carlos V.
Os dois ramos principescos dos Dorias genoveses, os príncipes Doria-Pamphilj e Doria d'Angri, estão extintos, mas existem muitos descendentes da família na terra de origem. Pelo casamento de Eliana Fieschi com Bernabò Doria, os Dorias aparentam-se aos Papas Inocêncio IV e Adriano V.

## Ramos em Portugal
Em 1480 documenta-se na ilha da Madeira, Lodisio Doria, negociante genovês, dono de engenhos de açúcar e um dos maiores produtores de açúcar da Madeira. Contudo, a área de negócios de Doria não se limitava ao arquipélago madeirense. Em sociedade com João e António Doria, possivelmente seus parentes, e com Urbano Lomellino, dedicava-se à exportação internacional de açúcar para os portos italianos.
Em 1535, Lodisio Doria participou na protecção da vila de Santa Cruz do Cabo de Gué, numa expedição comandada por Gonçalves da Câmara, Capitão Donatário do Funchal, formada por seis embarcações e por seiscentos homens.
Pelos serviços prestados à coroa portuguesa, recebeu brasão de armas, constituído por um escudo cortado ao meio, sendo a parte de cima dourada e a de baixo prateada, com uma águia negra imperial, coroada e armada de vermelho, e, como timbre, a mesma águia. O título de nobreza passou para os seus dois filhos: Luís Doria e Leonor, que se casou com Rui Gonçalves de Veloso, escudeiro do infante D. Henrique. De sua filha Leonor Doria procedem os Teixeira Doria, que descendem também de Tristão Vaz e de João Gonçalves Zarco, descobridores da Madeira e Porto Santo, e França Doria, cujo chefe em Portugal, hoje em dia, é o Visconde da Torre Bela.
Luís Doria Veloso, filho de Leonor Doria, fidalgo da Casa Real e Cavaleiro da Ordem de Cristo, mandou construir a Levada dos Piornais que, além de se encontrar ainda hoje em dia em funcionamento, está inserida num conjunto de levadas que são candidatas a Património Mundial da UNESCO.